# 霍亨索伦统治者列表

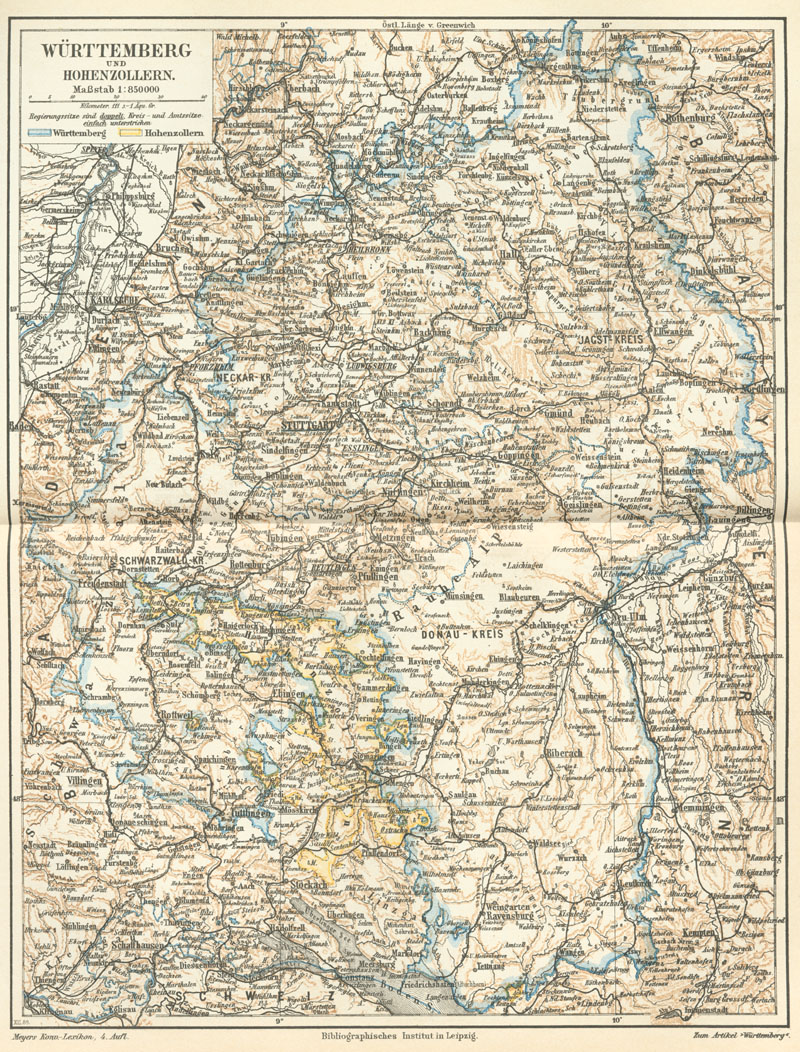
符腾堡和霍亨索伦地图，黄色线条为霍亨索伦的疆界

霍亨索伦位于今日德国的巴登-符腾堡州的士瓦本，德意志帝国时期是普鲁士王国的一个省。霍亨索伦的名称源于霍亨索伦家族，他们是勃蘭登堡-普魯士（1415年-1918年）及德意志帝國（1871年-1918年）的主要統治家族。其始祖布尔夏德一世在11世纪初叶受封為索倫伯爵。領地在今上內卡河、士瓦本山和上多瑙河之間。14世紀中叶，該家族在索倫前冠以“霍亨”（Hohen，意為“高貴的”）字樣，稱為霍亨索倫家族。

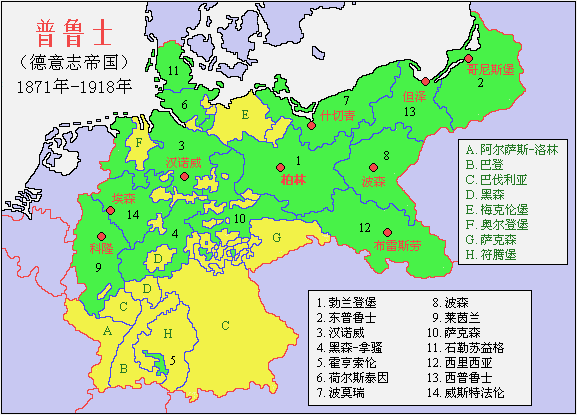
霍亨索伦在德意志帝国中的位置

1191年至1192年索倫伯爵|弗里德里希三世與纽伦堡城堡伯爵（Burggraf von Nüremberg）拉布斯家族聯姻，成為纽伦堡城堡伯爵弗里德里希一世。他的兩個兒子分割領地，康拉德三世獲紐倫堡伯爵領地。弗里德里希四世獲士瓦本的原領地，從而形成信奉新教的弗蘭肯系和信奉天主教的士瓦本系兩支。士瓦本系的领地日后成为普鲁士王国的霍亨索伦省。
以下是历代索倫伯爵、霍亨索倫家族士瓦本系的伯爵和普鲁士王国霍亨索伦亲王的列表。

## 索伦伯爵
- ？—1061：布尔夏德一世  Burchard I von Zollern
- 1111—1125：弗里德里希一世（英语：Frederick I, Count of Zollern） Friedrich I
- 1125—1145：弗里德里希二世（英语：Frederick II, Count of Zollern）  Friedrich II
- 1145—1200：弗里德里希三世  Friedrich III    纽伦堡城堡伯爵弗里德里希一世
- 1200—1251：弗里德里希四世  Friedrich IV    纽伦堡城堡伯爵弗里德里希二世
- 1251—1289：弗里德里希五世  Friedrich V
- 1289—1298：弗里德里希六世  Friedrich VI
- 1298—1309：弗里德里希七世（英语：Frederick VII, Count of Zollern） Friedrich VII   弗里德里希六世长子
- 1298—1333：弗里德里希八世  Friedrich VII   绰号“复活节”（Ostertag），弗里德里希六世次子
- 1333—1379：弗里德里希九世（英语：Frederick IX, Count of Hohenzollern）  Friedrich IX   绰号“黑伯爵”（Schwarzgraf），弗里德里希八世之子，称霍亨索伦伯爵

## 霍亨索伦伯爵
- 1379—1412：弗里德里希十世（英语：Frederick X, Count of Hohenzollern）  Friedrich X
- 1365—1401：弗里德里希十一世  Friedrich XI  弗里德里希十世的堂弟
- 1401—1426：弗里德里希十二世（英语：Frederick XII, Count of Hohenzollern）  Friedrich XII  弗里德里希十一世的长子，1426年被弟弟废黜
- 1401—1439：埃特爾·弗里德里希一世  Eitel Friedrich I von Hohenzollern  弗里德里希十一世的次子
- 1439—1488：約布斯特·尼庫勞斯一世（英语：Jobst Nikolaus I, Count of Hohenzollern）  Jobst Nikolaus I
- 1488—1512：埃特爾·弗里德里希二世（英语：Eitel Friedrich II, Count of Hohenzollern）  Eitel Friedrich II
- 1512—1517：沃爾夫岡（德语：Franz Wolfgang (Hohenzollern)）  Wolfgang von Hohenzollern in Haigerloch  埃特尔·弗里德里希二世长子，在海格尔洛赫
  - 1517—1536：克里斯托福·弗里德里希  Christoph Friedrich von Hohenzollern in Haigerloch  沃尔夫冈之子，在海格尔洛赫
- 1512—1538：约阿希姆  Joachim    埃特尔·弗里德里希二世次子，在黑钦根
  - 1538—1558：约布斯特·尼库劳斯二世  Jobst Nikolaus II    约阿希姆之子
- 1512—1525：埃特爾·弗里德里希三世  Eitel Friedrich III    埃特尔·弗里德里希二世第三子
  - 1525—1576：卡尔一世  Karl I    埃特尔·弗里德里希三世长子，1534年得到锡格马林根與凡林根，1552年統轄凡爾施泰因，1558年得到海格尔洛赫和黑钦根。

1576年，霍亨索伦分为霍亨索伦-黑钦根、霍亨索伦-锡格马林根和霍亨索伦-海格尔洛赫。

### 霍亨索伦-黑欽根伯爵
- 1576—1605：埃特爾·弗里德里希一世（英语：Eitel Friedrich IV, Count of Hohenzollern）  Eitel Friedrich I von Hohenzollern-Hechingen    卡尔一世第四子
- 1605—1623：約翰·格奧爾格（英语：Johann Georg, Prince of Hohenzollern-Hechingen）  Johann Georg    埃特尔·弗里德里希一世之子，1623年成为帝国侯爵

1623年，霍亨索伦-黑钦根成为侯国。

### 霍亨索伦-锡格马林根伯爵
- 1576—1606：卡尔二世 Karl II von Hohenzollern-Sigmaringen     卡尔一世第五子
- 1606—1623：约翰  Johann   卡尔二世长子，1623年成为帝国侯爵

1623年，霍亨索伦-锡格马林根升为侯国。

### 霍亨索伦-海格尔洛赫伯爵
- 1576—1592：克里斯托夫  Christof von Hohenzollern-Haigerloch    卡尔一世第六子
- 1592—1620：约翰·克里斯托夫  Johann Christoph    克里斯托夫长子，无嗣
- 1620—1634：卡尔  Karl    克里斯托夫次子，无嗣

1634年霍亨索伦-海格尔洛赫绝嗣，归于霍亨索伦-锡格马林根。

## 霍亨索伦-黑興根侯爵
1. 1623年：约翰·格奥尔格
2. 1623年—1661年：埃特爾·弗里德里希二世（英语：Eitel Frederick II, Prince of Hohenzollern-Hechingen） Eitel Friedrich II 约翰·格奥尔格次子
3. 1661年—1671年：菲利普·克里斯托夫·弗里德里希  Philipp Christoph Friedrich    约翰·格奥尔格第六子
4. 1671年—1735年：弗里德里希·威廉  Friedrich Wilhelm   菲利普·克里斯托夫·弗里德里希之子
5. 1735年—1750年：弗里德里希·路德维希（英语：Friedrich Ludwig, Prince of Hohenzollern-Hechingen）  Friedrich Ludwig    弗里德里希·威廉之子
6. 1750年—1798年：約瑟夫·腓特烈·威廉  Josef Friedrich Wilhelm    弗里德里希·路德维希的堂弟
7. 1798年—1810年：赫尔曼·玛利亚·弗里德里希·鄂圖  HERMANN Maria Friedrich Otto   约瑟夫·腓特烈·威廉的侄子
8. 1810年—1838年：弗里德里希·赫爾曼·奧托  FRIEDRICH Hermann Otto  赫尔曼之子
9. 1838年—1869年：腓特烈·威廉·康斯坦丁·赫爾曼·塔西洛  Friedrich Wilhelm KONSTANTIN Hermann Thassilo   腓特烈之子，无嗣

1849年12月7日，霍亨索伦-黑興根并入普鲁士王国，1869年，霍亨索伦-黑钦根绝嗣。

## 霍亨索伦-锡格马林根侯爵
- 1623年—1638年：约翰
- 1638年—1681年：邁因拉德一世  Meinrad I   约翰之子

1681年分出霍亨索伦-海格尔洛赫（第二次分封）。
- 1681年—1689年：馬克西米利安（英语：Maximilian I, Prince of Hohenzollern-Sigmaringen）  Maximilian   迈因拉德一世长子
- 1689年—1715年：邁因拉德二世·卡爾·安東（英语：Meinrad II, Prince of Hohenzollern-Sigmaringen）  Meinrad II Karl Anton  马克西米利安长子
- 1715年—1769年：约瑟夫·腓特烈·恩斯特·邁因拉德·卡爾·安東  Josef Franz Ernst Meinhard Karl Anton   迈因拉德二世长子
- 1769年—1785年：卡爾·腓特烈·利奥波德·约瑟夫  Karl Friedrich Leopold Joseph  约瑟夫·弗朗茨·恩斯特长子
- 1785年—1831年：安東·阿洛伊斯·邁因拉德·弗朗茨  Anton Alois Meinrad Franz   卡尔·弗里德里希第八子
- 1831年—1848年：卡爾·安東·腓特烈·邁因拉德·菲德里斯  KARL Anton Friedrich Meinrad Fidelis   安东·阿洛易斯的独子，1848年逊位
- 1848年—1869年：卡爾·安東·約阿希姆·澤菲林努斯·弗里德里希·邁因拉德  KARL ANTON Joachim Zephyrinus Friedrich Meinrad   卡尔的长子，1869年成为霍亨索伦亲王

1849年12月7日，霍亨索伦-锡格马林根并入普鲁士王国。1869年，霍亨索伦-黑钦根绝嗣，霍亨索伦-锡格马林根侯爵成为霍亨索伦亲王。

### 霍亨索伦-海格尔洛赫伯爵（第二次分封）
- 1681—1702：弗朗茨·安东  Franz Anton    迈因拉德一世第九子
- 1702—1750：斐迪南·利奥波德·安东  Ferdinand Leopold Anton   弗朗茨·安东长子
- 1750—1767：弗朗茨·安东·克里斯托夫  Franz Anton Christoph   弗朗茨·安东次子

1767年霍亨索伦-海格尔洛赫归于锡格马林根。

### 霍亨索伦亲王
1. 1869年—1885年：卡尔·安东
2. 1885年—1905年：利奥波德·施特凡·卡尔·安东·古斯塔夫·爱德华·塔西洛  LEOPOLD Stephan Karl Anton Gustav Eduard Tassilo  卡尔·安东长子，1869年成为西班牙王位的继承人，未登基。罗马尼亚国王卡罗尔一世是他的弟弟。罗马尼亚国王斐迪南是他的次子。
3. 1905年—1927年：威廉·奥古斯特·卡尔·约瑟夫·彼得·斐迪南·本笃  WILHELM August Karl Joseph Peter Ferdinand Benedikt   利奥波德的长子，罗马尼亚国王斐迪南的长兄。
4. 1927年—1965年：弗里德里希·维克多·庇护·亚历山大·利奥波德·卡尔·泰奥多尔·斐迪南  FRIEDRICH Viktor Pius Alexander Leopold Karl Theodor Ferdinand   威廉的长子
5. 1965年—2010年：弗里德里希·威廉·斐迪南·约瑟夫·玛利亚·曼努埃尔·格奥尔格·迈因拉德·菲德里斯·本笃·米迦勒·胡贝尔特  FRIEDRICH WILHELM Ferdinand Joseph Maria Manuel Georg Meinrad Fidelis Benedikt Michael Hubert   弗里德里希的长子
6. 2010年至今：卡尔·弗里德里希·埃米希·迈因拉德·本笃·菲德里斯·玛利亚·米迦勒·格洛尔德  KARL FRIEDRICH Emich Meinrad Benedikt Fidelis Maria Michael Gerold   弗里德里希·威廉的长子

- 卡尔·弗里德里希的继承人：亚历山大·弗里德里希·安东尼乌斯·约翰  ALEXANDER Friedrich Antonius Johann   卡尔·弗里德里希的长子
- 亚历山大的继承人：阿洛伊斯·玛利亚·弗里德里希·卡尔  ALOYS Maria Friedrich Karl   亚历山大的堂弟